# 스피룰리나 (식품)

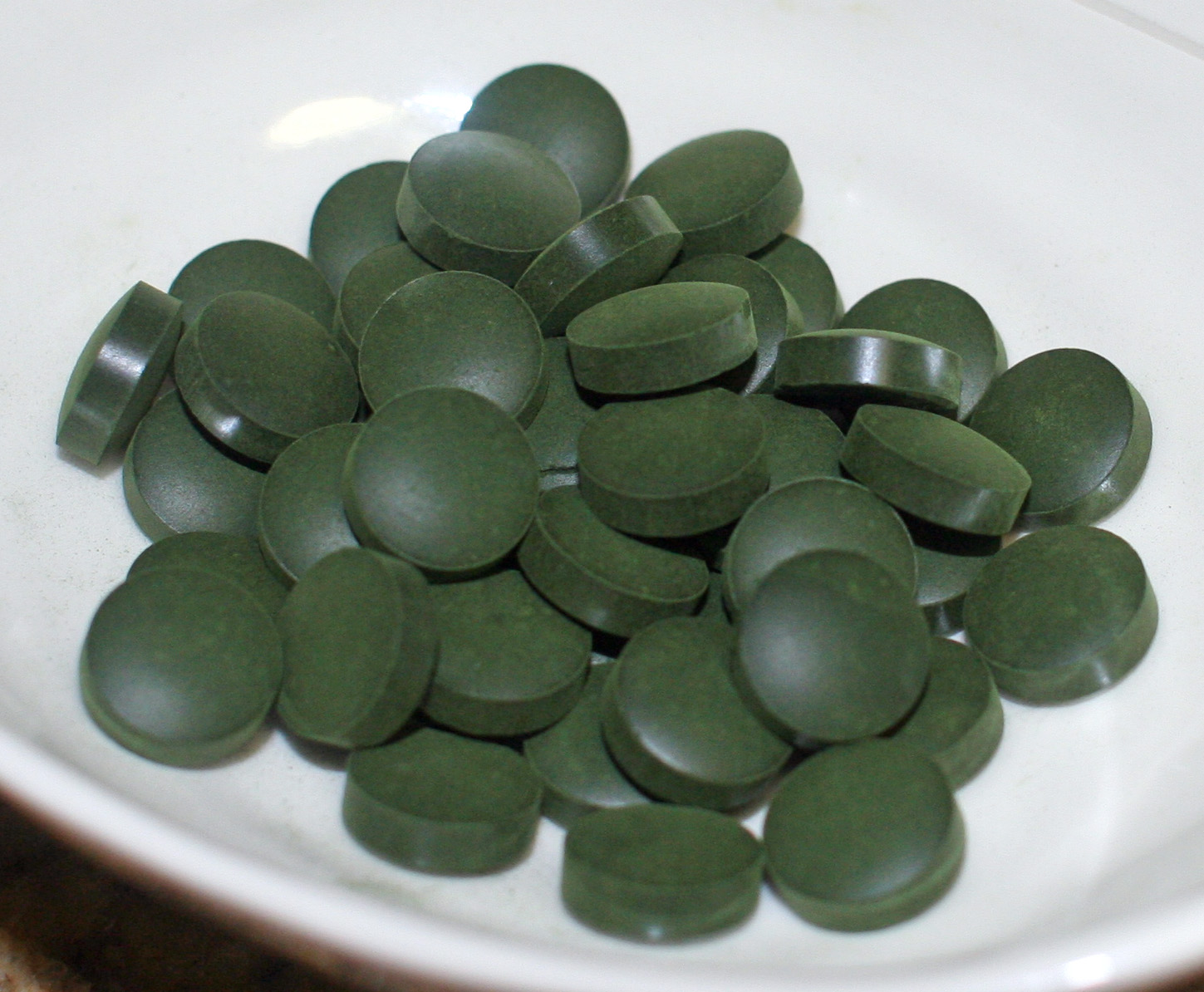
알약 형태의 스피룰리나

스피룰리나(spirulina)는 남세균의 바이오매스로서, 인간과 동물이 섭취할 수 있다. 3개의 종이 존재한다: Arthrospira platensis, A. fusiformis, A. maxima.
전 세계적으로 경작되는 Arthrospira는 다이어트 보충제나 홀푸드로 사용된다. 해양 산업이나 수족관 등의 먹이 보충제로 사용되기도 한다.